# Калаоа (Хаваји)
Калаоа (енгл. Kalaoa) насељено је место за статистичке потребе у америчкој савезној држави Хаваји. По попису становништва из 2010. у њему је живело 9.644 становника.

## Демографија
Према попису становништва из 2010. у граду је живело 9.644 становника, што је 2.850 (41,9%) становника више него 2000. године.
| Група             | 2000.         | 2010.         |
| Белци             | 3.257 (47,9%) | 4.013 (41,6%) |
| Афроамериканци    | 24 (0,4%)     | 49 (0,5%)     |
| Азијати           | 910 (13,4%)   | 1.267 (13,1%) |
| Хиспаноамериканци | 404 (5,9%)    | 1.060 (11,0%) |
| Укупно            | 6.794         | 9.644         |